# Latibulus sonani
Latibulus sonani là một loài tò vò trong họ Ichneumonidae.